# 13225 Манфреді
13225 Манфреді (13225 Manfredi) — астероїд головного поясу, відкритий 29 серпня 1997 року.
Тіссеранів параметр щодо Юпітера — 3,276.